# Chrysodeixis heberachis
Chrysodeixis heberachis är en fjärilsart som beskrevs av Embrik Strand 1920. Chrysodeixis heberachis ingår i släktet Chrysodeixis och familjen nattflyn. Inga underarter finns listade i Catalogue of Life.